# Neuburg an der Donau
Neuburg an der Donau, ufficialmente Neuburg a.d.Donau (letteralmente "Neuburg sul Danubio", in bavarese Neiburg an da Donau) è una città tedesca di 28 548 abitanti, situato nel land della Baviera.